# Popis džamija u Hrvatskoj
Na području Hrvatske nalazi se šest izgrađenih džamija. 

## Popis džamija u Hrvatskoj
| Ime                 | Slika | Naselje   | Županija                      | Inauguracija      |
| ------------------- | ----- | --------- | ----------------------------- | ----------------- |
| Džamija u Bogovolji |       | Bogovolja | Karlovačka županija           | 6. svibnja 2018.  |
| Džamija u Gunji     |       | Gunja     | Vukovarsko-srijemska županija | 28. rujna 1969.   |
| Džamija u Rijeci    |       | Rijeka    | Primorsko-goranska županija   | 4. svibnja 2013.  |
| Džamija u Sisku     |       | Sisak     | Sisačko-moslavačka županija   | 8. rujna 2022.    |
| Džamija u Zagrebu   |       | Zagreb    | Grad Zagreb                   | 24. travnja 1987. |
| Džamija u Umagu     |       | Umag      | Istarska županija             | 28. travnja 2018. |

## Povijest
Godine 1864. u austro-ugarskoj vojarni Marije Terezije izrađena je džamija s minaretom za potrebe vojnika muslimana.
U neovisnoj Hrvatskoj u planu su bile gradnje džamija u Poreču (Stancija Vergotini) i Labinu (Vinež), čemu se usprotivilo lokalno stanovništvo, 1996. u Labinu i 2011. u Poreču. Islamski centar Pula trebao se graditi na Valmadama, prigradskom naselju, ali se od toga odustalo nakon prosvjeda građana. Gradnju islamskog centra u Puli 2000-ih pokušao je financirati libijski vođa Moamer Gadafi. Nakon prosvjeda, krenule su informacije da će pulska džamija biti izmještena s Valmada na jednu od tri ponuđene lokacije na Velom Vrhu (uvala Mandrač, parcela kraj uljare i parcela negdje na cesti od Velog Vrha prema Industrijskoj zoni). Nova lokacija o kojoj se govori je livada na Verudi.
Osim velikih islamskih centara u Hrvatskoj je dvadesetak mesdžida, bez minareta i kupole. Postoje projekti za još tri: u Puli, Osijeku i Sisku. Gradnju financiraju islamske zemlje i bogati muslimani. Osječka džamija trebala bi biti u ulici Rastanci nadomak Bikari, na Jugu 2. Na razini ideje je izgradnja islamskog centra koji uz društvene prostorije podrazumijeva i džamiju s minaretom u marokanskom stilu u Gružu, u Radničkoj ulici 4 na prostoru bivšeg GP-a. U javnost je vijest plasirana travnja 2019. godine.

## Vanjske poveznice
- Hrvatska revija 2/2015.  Arhivirana inačica izvorne stranice od 23. travnja 2019. (Wayback Machine) Zlatko Karač: Zlatko Karač: Mjesta islamske molitve - Osmanske džamije, tekije i mezari u Hrvatskoj